# Attraktionsmontage
Unter Attraktionsmontage oder Montage der Attraktionen versteht man ein in den 1920er-Jahren von Sergej Eisenstein entwickeltes Konzept für seine Theater- und Filmarbeit, das durch Aggressivität und sinnliche Stimulation den Zuschauer von bürgerlich geprägten ästhetischen Vorstellungen in der Kunstrezeption befreien sollte. Das Konzept der Attraktionsmontage wurde in der Stalin-Ära seit den frühen 1930er-Jahren aus ideologischen Gründen als formalistisch abgelehnt.
Die Russische Revolution von 1917 führte in der entstehenden Sowjetunion zu neuen Entwicklungen in Kunst und Ästhetik, die den Kunstbegriff der bürgerlichen Gesellschaft in Frage stellten und auf eine sozialistisch geprägte Kultur abzielten, in der das sich entwickelnde Kollektiv in den Mittelpunkt des Interesses geriet. In der Filmkunst führte dies zur Etablierung des Genres des Revolutionsfilms.
Eisenstein veröffentlichte 1923 seine Schrift Montage der Attraktionen, in der er anhand seiner Inszenierung von Ostrowskis Theaterstück Eine Dummheit macht auch der Gescheiteste für das Moskauer Arbeitertheater der Proletkultur sein ästhetisches Konzept darlegte. Durch die Montage in der Darstellung, die geballt kombinierte Aneinanderreihung immer neuer sensationeller Darbietungen und aggressiver, auf den Schockeffekt zielender Sinnesreizungen des Zuschauers sollte dieser sich von überkommenen Kunstvorstellungen befreien können und im Sinne einer revolutionären Entwicklung zum sozialistischen Menschen veränderbar werden können. Eisenstein zog für diese Vorstellung Impulse aus dem Grand-Guignol-Theater, der Zirkuswelt, dem Varieté und anderen Formen populärer Unterhaltungskultur. In seiner Theaterinszenierung nutzte Eisenstein als Überraschungseffekte Fechtkämpfe, Drahtseilakte, Couplets, Tanzvorführungen und die Einbindung von Filmsequenzen.
In seiner Schrift Montage der Filmattraktionen setzte Eisenstein 1924 sein Konzept anhand seines Films Streik auch für die Filmkunst um. Losgelöst von räumlichen und zeitlichen Zusammenhängen sollte der Film durch Mittel des Schnitts den stimulierenden Effekt beim Zuschauer auslösen. Assoziationsketten sollten dabei helfen, vom affektiven Erfassen des Gezeigten zum intellektuellen Verständnis der dargestellten Zusammenhänge hinzuführen. Zum Beispiel schnitt Eisenstein in Streik Bilder aus einem Schlachthof gegen die Szenen, in denen die Streikenden von den Kapitalisten ermordet werden. Der Zuschauer sollte also durch den Schockeffekt der ungewöhnlich montierten Bilder zuerst emotional gereizt und dann zu einem Verständnis gesellschaftlicher Zusammenhänge hingeleitet werden, das die Kapitalisten mit Viehschlachtern gleichsetzt.
Eisenstein stellte in seiner Konzeption die Macht der proletarischen Massen in den Vordergrund und verzichtete auf die filmische Aufarbeitung von Einzelschicksalen, um den Zuschauer in seiner politischen Bewusstwerdung nicht durch die mögliche Identifizierung mit einzelnen Protagonisten abzulenken.